# Estadio Pérez de Rozas
El Estadio Pérez de Rozas, cuya denominación oficial es Campo Municipal de Béisbol Carlos Pérez de Rozas, es un estadio de béisbol situado en la ciudad de Barcelona, en el barrio de Montjuic, junto al Estadio Olímpico Lluís Companys. Se denomina así en memoria de Carlos Pérez de Rozas y Sáenz de Tejada.
Fue inaugurado en 1990, en sustitución del antiguo Estadio Municipal de Béisbol que resultó afectado por las obras de remodelación del Anillo Olímpico de Montjuic.
Es el estadio donde disputaba como equipo local sus encuentros el FC Barcelona y también el Club de Béisbol y Sofbol Barcino. Actualmente lo hace el Club Béisbol Barcelona y el CBS Barcino
Desde el año 2008 hasta el 2010 se disputó en este estadio la Final Four de béisbol.

## Dirección
- Calle Pierre de Coubertin, 9. Barcelona 08038